# Igreja de Santa Cruz (Braga)

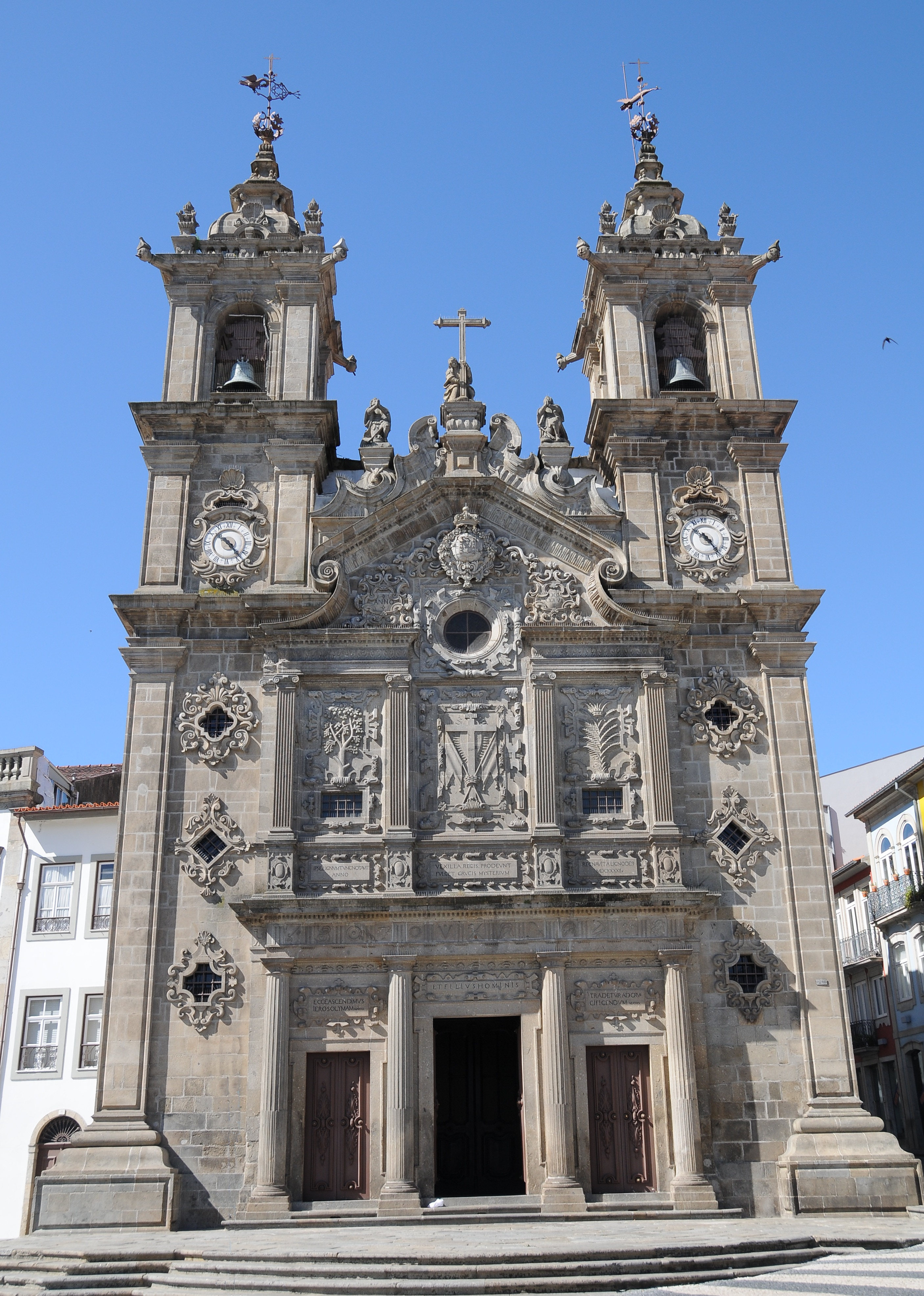
Igreja de Santa Cruz

Die Heilig-Kreuz-Kirche (port.: Igreja de Santa Cruz) ist eine römisch-katholische Kirche im Stadtzentrum von Braga im Norden Portugals, die im 17. Jahrhundert im Barockstil erbaut wurde und im Innenraum zahlreiche vergoldete Schnitzereien aufweist. Das hohe Mittelschiff der Basilika besteht aus einem fünfjochigen Tonnengewölbe mit der Struktur einer Kassettendecke. Das Innere der Kirche wurde von Bruder José de Santo António Vilaça entworfen. Bemerkenswert sind die vergoldeten Schnitzereien der Orgel und der Kanzeln.

## Orgel

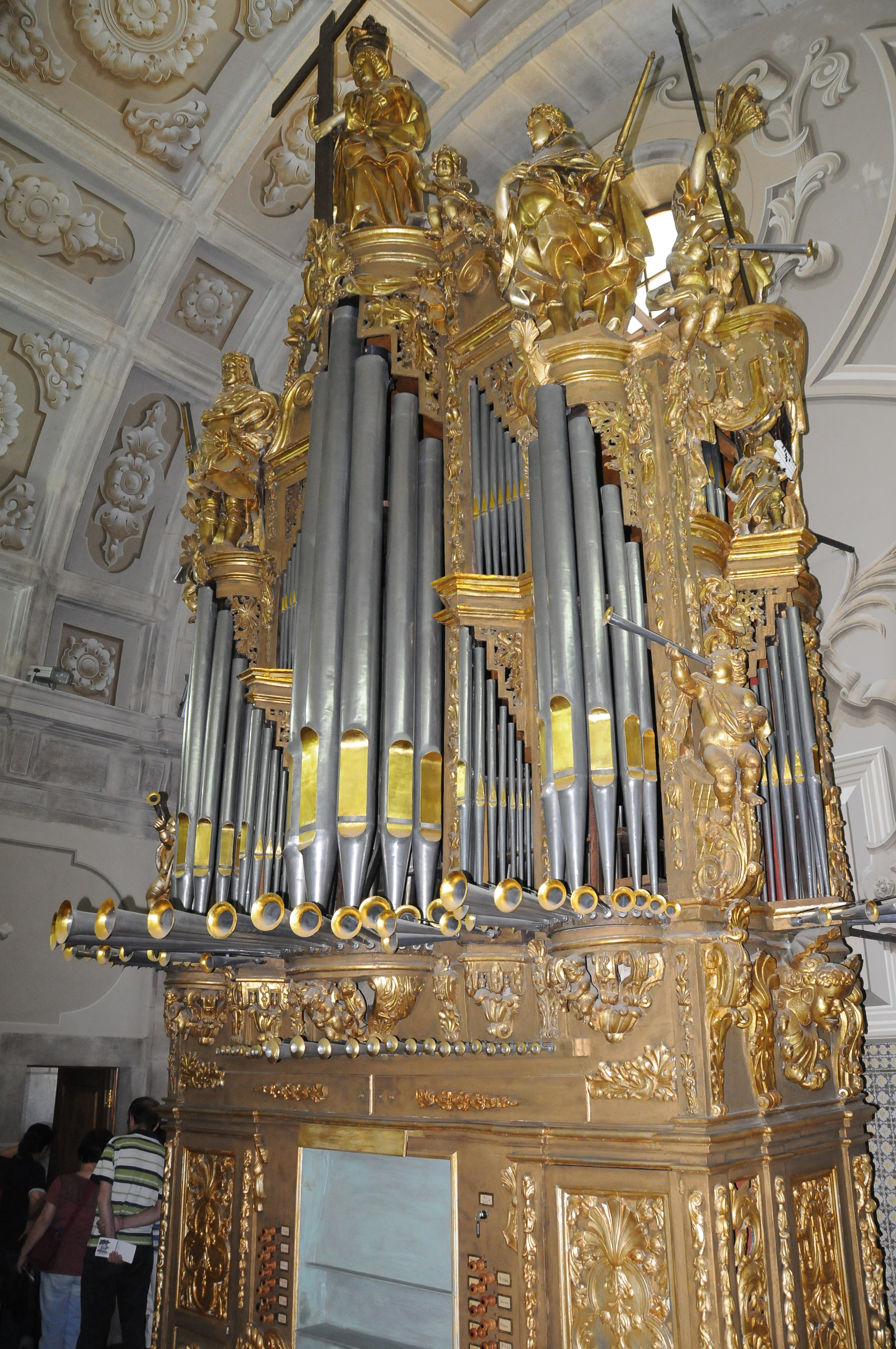
Orgel von 1742

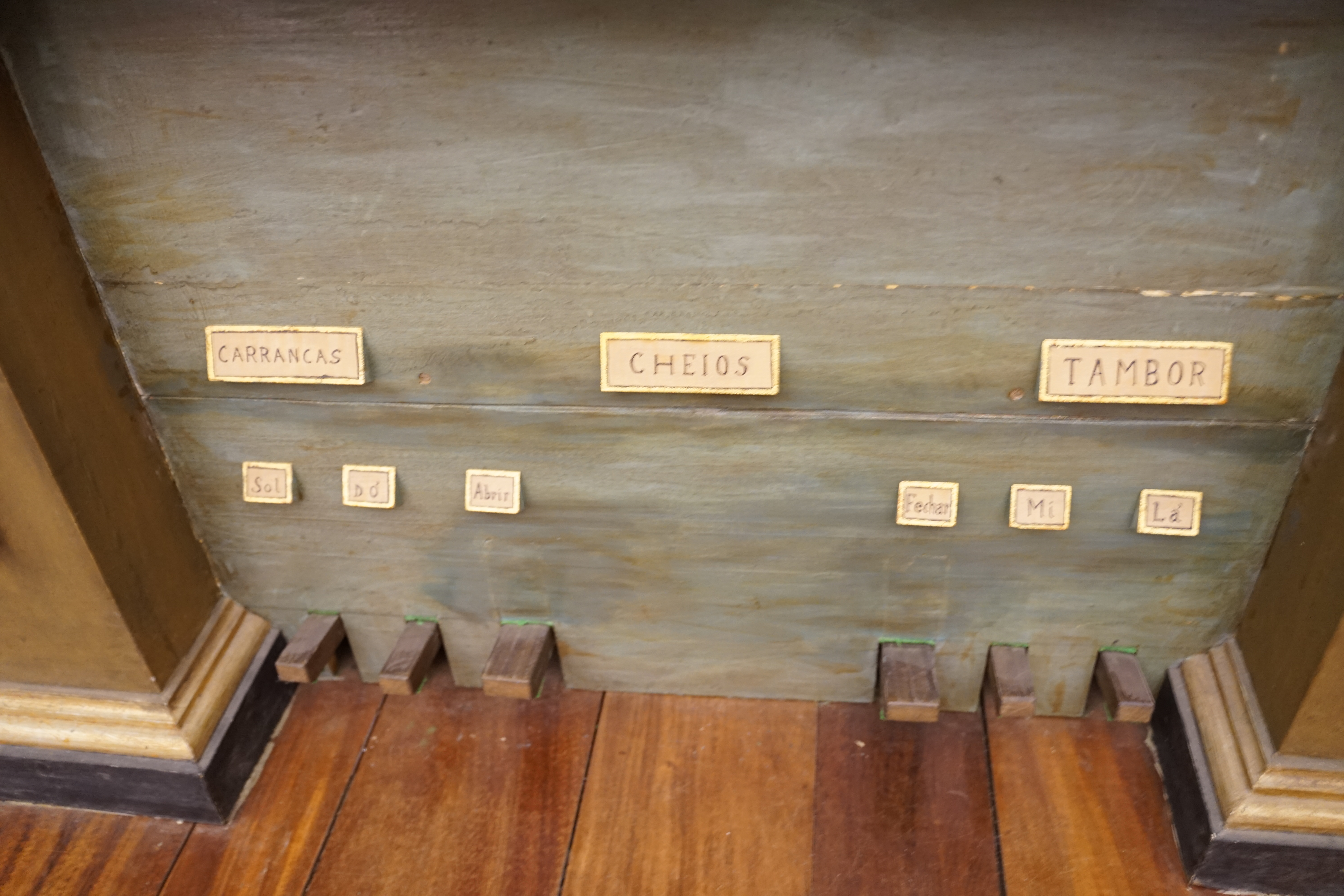
Pedaltritte

Die Orgel wurde 1742 von Miguel de Mosquera erbaut und 1762 von Simão Fernandes Coutinho erweitert. Sie ist original erhalten, umfasst 14 geteilte Register auf einem Manual und wurde 2001 durch António Simões restauriert. Dabei wurde das Pfeifenwerk um einen Halbton nach unten aufgerückt, so dass der Tonumfang C–e3 umfasst (die höchste Taste f3 ist stillgelegt). Die Stimmung ist leicht ungleichstufig, bei a1 = 440 Hz. Die Disposition lautet:
| Grande Órgão C–e3  |                         |
| Flautado de 12 B/D |                         |
| Flauta Travessa D  |                         |
| Flauta Doce D      |                         |
| Flautado de 6 B    | Oitava Real D           |
| Tapadilho B        | Pífano D                |
| Dozena B/D         |                         |
| Quinzena B         |                         |
| Dezanovena B       | Quinzena e Dezanovena D |
| Claram B           |                         |
| Cheio B            |                         |
| Simbala B/D        |                         |
| Corneta D          |                         |
| Clarim Magno B     | Oboé D                  |
| Baixam B           | Clarim Inglês D         |

- Spielhilfen und Effektregister: Sechs Pedaltritte (von links nach rechts): Carrancas em Sol (Schnarrwerk, Zungenpfeife links im Gehäuse auf dem Ton g), Carrancas em Dó (Schnarrwerk, Zungenpfeife rechts im Gehäuse auf dem Ton c), Abrir Cheios (Sperrventil auf)[21]), Fechar Cheios (Sperrventil zu)[22]), Tambor em Mi (Trommel in E)[23], Tambor em Lá (Trommel in A)[24].

Anmerkungen:
- Pfeifenwerk bis e3, Teilung Bass/Diskant bei h0/c1

1. ↑  Orgel in Braga, abgerufen am 21. Februar 2023.
2. ↑  Prinzipal 8′ (Prospekt).
3. ↑  Konische Flöte 8′.
4. ↑  Flöte 8′.
5. ↑  Prinzipal 4′.
6. ↑  Oktave 4′.
7. ↑  Rohrflöte 4′.
8. ↑  Flöte 4′.
9. ↑  Quinte 2 2⁄3′.
10. ↑  Oktave 2′.
11. ↑  Quinte 1 1⁄3′.
12. ↑  Oktave 2′ + Quinte 1 1⁄3′.
13. ↑  Großmixtur 4′.
14. ↑  Kleinmixtur 4′.
15. ↑  Zimbel.
16. ↑  Cornett V 8′.
17. ↑  Trompete 8′ (im Gehäuse).
18. ↑  Zunge 8′ (horizontal, im Prospekt).
19. ↑  Clairon 4′ (horizontal, im Prospekt).
20. ↑  Clairon 4′ (horizontal, im Prospekt).
21. ↑  Sperrventil für die hohen Grundstimmen und Mixturen ab Quinte 2 2⁄3), plus Oitava Real D (Oktave 4′).
22. ↑  Sperrventil für die hohen Grundstimmen und Mixturen ab Quinte 2 2⁄3), plus Oitava Real D (Oktave 4′).
23. ↑  Zwei Holzpfeifen 8' hinten rechts im Gehäuse, die gleichzeitig auf E und F klingen.
24. ↑  Zwei Holzpfeifen 8' hinten rechts im Gehäuse, die gleichzeitig auf A und Ais klingen.